# A-do-Mato
A-do-Mato era, em 1747, uma aldeia portuguesa da freguesia de São Pedro de Dois Portos, Comarca e termo da vila de Torres Vedras, Província da Estremadura.